# جيمس إيرفن
جيمس إيرفن (بالإنجليزية: James Ervin)‏ هو محامي وسياسي أمريكي، ولد في 17 أكتوبر 1778 في مقاطعة ويليامسبورغ في الولايات المتحدة، وتوفي في 7 يوليو 1841 في الولايات المتحدة. حزبياً، نشط في الحزب الجمهوري الديمقراطي. وقد انتخب عضو مجلس النواب الأمريكي.